# فهرست جایزه‌ها و نامزدی‌های جوکر (فیلم ۲۰۱۹)
جوکر یک فیلم تریلر روان‌شناختی آمریکایی محصول سال ۲۰۱۹ به تهیه‌کنندگی و کارگردانی تاد فیلیپس است. فیلم‌نامهٔ این فیلم توسط فیلیپس و اسکات سیلور نوشته شده‌است. این فیلم توسط برادران وارنر، دی‌سی فیلمز و جوینت افورت، و با همکاری بران کریتیو و ویلیج رودشو پیکچرز تهیه شده و توسط برادران وارنر بر پایه شخصیت‌های دی‌سی کامیکس منتشر شده‌است. در این فیلم واکین فینیکس نقش شخصیت جوکر را بازی می‌کند. ماجرای این فیلم که در سال ۱۹۸۱ اتفاق می‌افتد، پیرامون آرتور فلک است که یک استندآپ کمدین شکست‌خورده بوده و سقوط او به جنون و پوچ‌گرایی الهام‌بخش یک انقلاب ضدفرهنگی بر ضد ثروتمندان شهر فروپاشیدهٔ گاتهام سیتی می‌شود. رابرت دنیرو، زازی بیتز، فرانسیس کانروی، برت کالن، گلن فلشلر، بیل کمپ، شیا ویگهام، و مارک مارون در این فیلم در نقش‌های مکمل حضور دارند.
جوکر در ۳۱ اوت ۲۰۱۹ در هفتاد و ششمین دوره جشنواره بین‌المللی فیلم ونیز اکران شد و جایزهٔ شیر طلایی را از آن خود کرد. پس از آن نیز در ۴ اکتبر ۲۰۱۹ در ایالات متحده آمریکا به نمایش درآمد. این فیلم نظرات منتقدان را به دو دسته تقسیم کرد؛ در حالی که عملکرد فینیکس، کارگردانی فیلیپس، موسیقی فیلم، فیلم‌برداری و ارزش‌های تولید مورد تحسین واقع شدند، اما رنگ تیره، نحوهٔ به تصویر کشیدن بیماری روانی و ملموس بودن خشونت در این فیلم بازخوردها را از یکدیگر جدا کرد. فیلم جوکر با ثبت رکورد جدید برای فیلم‌های اکران شده در ماه اکتبر و کسب سود بیش از ۱ میلیارد دلاری، که آن را به نخستین فیلم درجه آر با سودآوری بیشتر از ۱ میلیارد دلار، هفتمین فیلم پرفروش سال ۲۰۱۹ و سی و سومین فیلم پرفروش جهان در تمام دوران تبدیل کرد، به یک موفق بزرگ در گیشه بدل شد. این فیلم در هفتاد و هفتمین مراسم گلدن گلوب برای دریافت چهار جایزه، از جمله جایزهٔ بهترین فیلم درام نامزد شد. بنیاد فیلم آمریکا جوکر را به‌عنوان یکی از ۱۰ فیلم برتر سال ۲۰۱۹ انتخاب کرد.

## افتخارات
| جایزه                                     | تاریخ مراسم     | رده                                                  | دریافت‌کننده(ها)                              | نتیجه        | منبع          |
| ----------------------------------------- | --------------- | ---------------------------------------------------- | -------------------------------------------- | ------------ | ------------- |
| جایزه اکتا                                | ۳ ژانویه ۲۰۲۰   | بهترین فیلم بین‌المللی                                | جوکر                                         | نامزدشده     | [ ۲ ] [ ۳ ]   |
| جایزه اکتا                                | ۳ ژانویه ۲۰۲۰   | بهترین کارگردانی بین‌المللی                           | تاد فیلیپس                                   | نامزدشده     | [ ۲ ] [ ۳ ]   |
| جایزه اکتا                                | ۳ ژانویه ۲۰۲۰   | بهترین فیلمنامه بین‌المللی                            | اسکات سیلور، تاد فیلیپس                      | نامزدشده     | [ ۲ ] [ ۳ ]   |
| جایزه اکتا                                | ۳ ژانویه ۲۰۲۰   | بهترین بازیگر مرد بین‌المللی                          | واکین فینیکس                                 | نامزدشده     | [ ۲ ] [ ۳ ]   |
| جایزه فیلم برای افراد بالغ ای‌ای‌آرپی       | ۱۱ ژانویه ۲۰۲۰  | انتخاب خوانندگان                                     | جوکر                                         | نامزدشده     | [ ۴ ] [ ۵ ]   |
| اتحادیه زنان روزنامه‌نگار سینمایی          | ۱۰ ژانویه ۲۰۲۰  | بهترین بازیگر مرد                                    | واکین فینیکس                                 | نامزدشده     | [ ۶ ] [ ۷ ]   |
| تدوین‌گران آمریکایی سینما                  | ۱۷ ژانویه ۲۰۲۰  | بهترین فیلم بلند تدوین‌شده – دراماتیک                 | جف گروث                                      | نامزدشده     | [ ۸ ] [ ۹ ]   |
| بنیاد فیلم آمریکا                         | ۳ ژانویه ۲۰۲۰   | ۱۰ فیلم برتر سال                                     | جوکر                                         | برنده        | [ ۱۰ ]        |
| انجمن فیلم‌برداران آمریکا                  | ۲۵ ژانویه ۲۰۲۰  | دستاورد برجسته در فیلم‌برداری آثار سینمایی            | لارنس شر                                     | نامزدشده     | [ ۱۱ ] [ ۱۲ ] |
| انجمن صنفی کارگردان‌های هنری               | ۱ فوریه ۲۰۲۰    | برتری طراحی تولید برای یک فیلم دوره‌ای                | مارک فریدبرگ                                 | نامزدشده     | [ ۱۳ ]        |
| جوایز بوگی                                | ۱۴ اکتبر ۲۰۱۹   | جایزه بوگی                                           | جوکر                                         | برنده        | [ ۱۴ ] [ ۱۵ ] |
| جوایز بوگی                                | ۱۴ اکتبر ۲۰۱۹   | برنز                                                 | جوکر                                         | برنده        | [ ۱۴ ] [ ۱۵ ] |
| جوایز بوگی                                | ۱۴ اکتبر ۲۰۱۹   | نقره                                                 | جوکر                                         | برنده        | [ ۱۴ ] [ ۱۵ ] |
| جوایز بوگی                                | ۱۴ اکتبر ۲۰۱۹   | طلا                                                  | جوکر                                         | برنده        | [ ۱۴ ] [ ۱۵ ] |
| انجمن منتقدان فیلم بوستون                 | ۱۵ دسامبر ۲۰۱۹  | بهترین بازیگر مرد                                    | واکین فینیکس                                 | رتبه دوم     | [ ۱۶ ]        |
| کمرایمیج                                  | ۱۶ نوامبر ۲۰۱۹  | قورباغه طلایی                                        | لارنس شر                                     | برنده        | [ ۱۷ ] [ ۱۸ ] |
| کمرایمیج                                  | ۱۶ نوامبر ۲۰۱۹  | جایزه مخاطب                                          | لارنس شر                                     | برنده        | [ ۱۷ ] [ ۱۸ ] |
| انجمن منتقدان فیلم شیکاگو                 | ۱۴ دسامبر ۲۰۱۹  | بهترین بازیگر مرد                                    | واکین فینیکس                                 | نامزدشده     | [ ۱۹ ] [ ۲۰ ] |
| جایزه انجمن صدای سینما                    | ۲۵ ژانویه ۲۰۲۰  | تصویر متحرک – حرکت زنده                              | جوکر                                         | نامزدشده     | [ ۲۱ ] [ ۲۲ ] |
| جایزه کلیو                                | ۲۱ نوامبر ۲۰۱۹  | تماشاخانه‌ای: تیزر                                    | جکس                                          | برنده        | [ ۲۳ ]        |
| جایزه گزینش منتقدان فیلم                  | ۱۲ ژانویه ۲۰۲۰  | بهترین فیلم                                          | جوکر                                         | نامزدشده     | [ ۲۴ ] [ ۲۵ ] |
| جایزه گزینش منتقدان فیلم                  | ۱۲ ژانویه ۲۰۲۰  | بهترین بازیگر مرد                                    | واکین فینیکس                                 | برنده        | [ ۲۴ ] [ ۲۵ ] |
| جایزه گزینش منتقدان فیلم                  | ۱۲ ژانویه ۲۰۲۰  | بهترین فیلم‌نامه اقتباسی                              | اسکات سیلور، تاد فیلیپس                      | نامزدشده     | [ ۲۴ ] [ ۲۵ ] |
| جایزه گزینش منتقدان فیلم                  | ۱۲ ژانویه ۲۰۲۰  | بهترین فیلم‌برداری                                    | لارنس شر                                     | نامزدشده     | [ ۲۴ ] [ ۲۵ ] |
| جایزه گزینش منتقدان فیلم                  | ۱۲ ژانویه ۲۰۲۰  | بهترین طراحی تولید                                   | مارک فریدبرگ، کریس موران                     | نامزدشده     | [ ۲۴ ] [ ۲۵ ] |
| جایزه گزینش منتقدان فیلم                  | ۱۲ ژانویه ۲۰۲۰  | بهترین آرایش مو و گریم                               | جوکر                                         | نامزدشده     | [ ۲۴ ] [ ۲۵ ] |
| جایزه گزینش منتقدان فیلم                  | ۱۲ ژانویه ۲۰۲۰  | بهترین موسیقی فیلم                                   | هیلدور گودنادوتیر                            | برنده        | [ ۲۴ ] [ ۲۵ ] |
| انجمن منتقدان فیلم دالاس‌فورت وورث         | ۱۶ دسامبر ۲۰۱۹  | بهترین بازیگر مرد                                    | واکین فینیکس                                 | رتبه دوم     | [ ۲۶ ]        |
| انجمن منتقدان فیلم دیترویت                | ۹ دسامبر ۲۰۱۹   | بهترین بازیگر مرد                                    | واکین فینیکس                                 | نامزدشده     | [ ۲۷ ]        |
| جوایز دوریان                              | ۸ ژانویه ۲۰۲۰   | عملکرد سینمایی سال – بازیگر مرد                      | واکین فینیکس                                 | نامزدشده     | [ ۲۸ ] [ ۲۹ ] |
| حلقه منتقدان فیلم دوبلین                  | ۱۷ دسامبر ۲۰۱۹  | بهترین فیلم                                          | جوکر                                         | جایگاه چهارم | [ ۳۰ ]        |
| حلقه منتقدان فیلم دوبلین                  | ۱۷ دسامبر ۲۰۱۹  | بهترین کارگردان                                      | تاد فیلیپس                                   | جایگاه پنجم  | [ ۳۰ ]        |
| حلقه منتقدان فیلم دوبلین                  | ۱۷ دسامبر ۲۰۱۹  | بهترین بازیگر مرد                                    | واکین فینیکس                                 | رتبه دوم     | [ ۳۰ ]        |
| حلقه منتقدان فیلم دوبلین                  | ۱۷ دسامبر ۲۰۱۹  | بهترین فیلم‌برداری                                    | لارنس شر                                     | جایگاه سوم   | [ ۳۰ ]        |
| حلقه منتقدان فیلم فلوریدا                 | ۲۳ دسامبر ۲۰۱۹  | بهترین بازیگر مرد                                    | واکین فینیکس                                 | نامزدشده     | [ ۳۱ ]        |
| حلقه منتقدان فیلم فلوریدا                 | ۲۳ دسامبر ۲۰۱۹  | بهترین موسیقی فیلم                                   | هیلدور گودنادوتیر                            | نامزدشده     | [ ۳۱ ]        |
| انجمن منتقدان فیلم جورجیا                 | ۱۱ ژانویه ۲۰۲۰  | بهترین بازیگر مرد                                    | واکین فینیکس                                 | نامزدشده     | [ ۳۲ ] [ ۳۳ ] |
| انجمن منتقدان فیلم جورجیا                 | ۱۱ ژانویه ۲۰۲۰  | بهترین فیلم‌نامه اقتباسی                              | تاد فیلیپس، اسکات سیلور                      | نامزدشده     | [ ۳۲ ] [ ۳۳ ] |
| انجمن منتقدان فیلم جورجیا                 | ۱۱ ژانویه ۲۰۲۰  | بهترین موسیقی اصلی                                   | هیلدور گودنادوتیر                            | نامزدشده     | [ ۳۲ ] [ ۳۳ ] |
| جایزه گلدن گلوب                           | ۵ ژانویه ۲۰۲۰   | بهترین فیلم درام                                     | جوکر                                         | نامزدشده     | [ ۳۴ ]        |
| جایزه گلدن گلوب                           | ۵ ژانویه ۲۰۲۰   | بهترین بازیگر مرد فیلم درام                          | واکین فینیکس                                 | برنده        | [ ۳۴ ]        |
| جایزه گلدن گلوب                           | ۵ ژانویه ۲۰۲۰   | بهترین کارگردان                                      | تاد فیلیپس                                   | نامزدشده     | [ ۳۴ ]        |
| جایزه گلدن گلوب                           | ۵ ژانویه ۲۰۲۰   | بهترین موسیقی                                        | هیلدور گودنادوتیر                            | برنده        | [ ۳۴ ]        |
| جایزه تریلر طلایی                         | ۲۹ مهٔ ۲۰۱۹      | بهترین تیزر                                          | برادران وارنر.، جکس                          | نامزدشده     | [ ۳۵ ]        |
| رکوردهای جهانی گینس                       | ۹ دسامبر ۲۰۱۹   | نخستین فیلم رتبه-آر که ۱ میلیارد دلار درآمد داشته‌است | جوکر                                         | برنده        | [ ۳۶ ]        |
| انجمن منتقدان هالیوود                     | ۹ ژانویه ۲۰۲۰   | بهترین فیلم                                          | جوکر                                         | نامزدشده     | [ ۳۷ ] [ ۳۸ ] |
| انجمن منتقدان هالیوود                     | ۹ ژانویه ۲۰۲۰   | بهترین بازیگر مرد                                    | واکین فینیکس                                 | برنده        | [ ۳۷ ] [ ۳۸ ] |
| انجمن منتقدان هالیوود                     | ۹ ژانویه ۲۰۲۰   | بهترین فیلم‌نامه اقتباسی                              | اسکات سیلور، تاد فیلیپس                      | نامزدشده     | [ ۳۷ ] [ ۳۸ ] |
| انجمن منتقدان هالیوود                     | ۹ ژانویه ۲۰۲۰   | بهترین فیلم‌برداری                                    | لارنس شر                                     | نامزدشده     | [ ۳۷ ] [ ۳۸ ] |
| انجمن منتقدان هالیوود                     | ۹ ژانویه ۲۰۲۰   | بهترین طراحی لباس                                    | مارک بریجز                                   | نامزدشده     | [ ۳۷ ] [ ۳۸ ] |
| انجمن منتقدان هالیوود                     | ۹ ژانویه ۲۰۲۰   | بهترین آرایش مو و گریم                               | نیکی لدرمان، کی جورجیو                       | نامزدشده     | [ ۳۷ ] [ ۳۸ ] |
| انجمن منتقدان هالیوود                     | ۹ ژانویه ۲۰۲۰   | بهترین موسیقی اصلی                                   | هیلدور گودنادوتیر                            | برنده        | [ ۳۷ ] [ ۳۸ ] |
| جایزه موسیقی در رسانه هالیوود             | ۲۰ نوامبر ۲۰۱۹  | بهترین موسیقی در فیلم بلند                           | هیلدور گودنادوتیر                            | برنده        | [ ۳۹ ]        |
| انجمن منتقدان فیلم هیوستون                | ۲ ژانویه ۲۰۲۰   | بهترین فیلم                                          | جوکر                                         | نامزدشده     | [ ۴۰ ]        |
| انجمن منتقدان فیلم هیوستون                | ۲ ژانویه ۲۰۲۰   | بهترین بازیگر مرد                                    | واکین فینیکس                                 | نامزدشده     | [ ۴۰ ]        |
| انجمن منتقدان فیلم هیوستون                | ۲ ژانویه ۲۰۲۰   | بهترین فیلم‌برداری                                    | لارنس شر                                     | نامزدشده     | [ ۴۰ ]        |
| انجمن منتقدان فیلم هیوستون                | ۲ ژانویه ۲۰۲۰   | بهترین موسیقی اصلی                                   | هیلدور گودنادوتیر                            | نامزدشده     | [ ۴۰ ]        |
| حلقه منتقدان فیلم لندن                    | ۳۰ ژانویه ۲۰۲۰  | فیلم سال                                             | جوکر                                         | نامزدشده     | [ ۴۱ ]        |
| حلقه منتقدان فیلم لندن                    | ۳۰ ژانویه ۲۰۲۰  | بازیگر مرد سال                                       | واکین فینیکس                                 | برنده        | [ ۴۱ ]        |
| انجمن صنفی چهره‌پردازان و آرایشگران        | ۱۱ ژانویه ۲۰۲۰  | بهترین چهره‌پردازی دوره و/یا شخصیت                    | نیکی لدرمان، تانیا ریبالو، ساندی انگلیس      | برنده        | [ ۴۲ ] [ ۴۳ ] |
| انجمن صنفی چهره‌پردازان و آرایشگران        | ۱۱ ژانویه ۲۰۲۰  | بهترین آرایش موی معاصر                               | کی جورجیو، ونسا اندرسون                      | نامزدشده     | [ ۴۲ ] [ ۴۳ ] |
| ویرایشگران صدای سینما                     | ۱۹ ژانویه ۲۰۲۰  | فیلم بلند – دیالوگ / ای‌دی‌آر                          | الن رابرت موری، کیا روسلر، کارمرون استین‌هاگن | نامزدشده     | [ ۴۴ ] [ ۴۵ ] |
| ویرایشگران صدای سینما                     | ۱۹ ژانویه ۲۰۲۰  | فیلم بلند – افکت‌های صوتی / صداسازی                   | جوکر                                         | نامزدشده     | [ ۴۴ ] [ ۴۵ ] |
| ویرایشگران صدای سینما                     | ۱۹ ژانویه ۲۰۲۰  | فیلم بلند – موسیقی زیرخط                             | لنا گیلکسون دنیل والدمن                      | نامزدشده     | [ ۴۴ ] [ ۴۵ ] |
| جایزه ملی فیلم و تلویزیون                 | ۳ دسامبر ۲۰۱۹   | بهترین فیلم بلند                                     | جوکر                                         | نامزدشده     | [ ۴۶ ] [ ۴۷ ] |
| جایزه ملی فیلم و تلویزیون                 | ۳ دسامبر ۲۰۱۹   | بهترین فیلم اکشن                                     | جوکر                                         | نامزدشده     | [ ۴۶ ] [ ۴۷ ] |
| جایزه ملی فیلم و تلویزیون                 | ۳ دسامبر ۲۰۱۹   | بهترین عملکرد در یک فیلم                             | واکین فینیکس                                 | نامزدشده     | [ ۴۶ ] [ ۴۷ ] |
| جایزه ملی فیلم و تلویزیون                 | ۳ دسامبر ۲۰۱۹   | بهترین عملکرد در یک فیلم                             | رابرت دنیرو                                  | برنده        | [ ۴۶ ] [ ۴۷ ] |
| منتقدان فیلم آنلاین نیویورک               | ۷ دسامبر ۲۰۱۹   | ۱۰ فیلم برتر سال                                     | جوکر                                         | برنده        | [ ۴۸ ]        |
| منتقدان فیلم آنلاین نیویورک               | ۷ دسامبر ۲۰۱۹   | بهترین بازیگر مرد                                    | واکین فینیکس                                 | برنده        | [ ۴۸ ]        |
| جامعه آنلاین منتقدان فیلم                 | ۶ ژانویه ۲۰۲۰   | بهترین بازیگر مرد                                    | واکین فینیکس                                 | نامزدشده     | [ ۴۹ ] [ ۵۰ ] |
| جامعه آنلاین منتقدان فیلم                 | ۶ ژانویه ۲۰۲۰   | بهترین موسیقی اصلی                                   | هیلدور گودنادوتیر                            | نامزدشده     | [ ۴۹ ] [ ۵۰ ] |
| جشنواره بین‌المللی فیلم پام اسپرینگز       | ۲ ژانویه ۲۰۲۰   | جایزه چیرمن                                          | واکین فینیکس                                 | برنده        | [ ۵۱ ] [ ۵۲ ] |
| جشنواره بین‌المللی فیلم پام اسپرینگز       | ۲ ژانویه ۲۰۲۰   | جایزه تأثیر خلاقانه بر کارگردانی                     | تاد فیلیپس                                   | برنده        | [ ۵۱ ] [ ۵۲ ] |
| انجمن منتقدان فیلم سن دیگو                | ۹ دسامبر ۲۰۱۹   | بهترین فیلم                                          | جوکر                                         | نامزدشده     | [ ۵۳ ]        |
| انجمن منتقدان فیلم سن دیگو                | ۹ دسامبر ۲۰۱۹   | بهترین بازیگر مرد                                    | واکین فینیکس                                 | برنده        | [ ۵۳ ]        |
| انجمن منتقدان فیلم سن دیگو                | ۹ دسامبر ۲۰۱۹   | بهتریم فیلم‌نامه اقتباسی                              | تاد فیلیپس، اسکات سیلور                      | نامزدشده     | [ ۵۳ ]        |
| انجمن منتقدان فیلم سن دیگو                | ۹ دسامبر ۲۰۱۹   | بهترین کاربرد موسیقی                                 | هیلدور گودنادوتیر                            | نامزدشده     | [ ۵۳ ]        |
| حلقه منتقدان فیلم منطقه خلیج سان‌فرانسیسکو | ۱۶ دسامبر ۲۰۱۹  | بهترین بازیگر مرد                                    | واکین فینیکس                                 | نامزدشده     | [ ۵۴ ]        |
| حلقه منتقدان فیلم منطقه خلیج سان‌فرانسیسکو | ۱۶ دسامبر ۲۰۱۹  | بهترین موسیقی اصلی                                   | هیلدور گودنادوتیر                            | نامزدشده     | [ ۵۴ ]        |
| جایزه ستلایت                              | ۱۹ دسامبر ۲۰۱۹  | بهترین فیلم                                          | جوکر                                         | نامزدشده     | [ ۵۵ ] [ ۵۶ ] |
| جایزه ستلایت                              | ۱۹ دسامبر ۲۰۱۹  | بهترین بازیگر مرد                                    | واکین فینیکس                                 | نامزدشده     | [ ۵۵ ] [ ۵۶ ] |
| جایزه ستلایت                              | ۱۹ دسامبر ۲۰۱۹  | بهترین فیلم‌نامه اقتباسی                              | تاد فیلیپس اسکات سیلور                       | برنده        | [ ۵۵ ] [ ۵۶ ] |
| جایزه ستلایت                              | ۱۹ دسامبر ۲۰۱۹  | بهترین موسیقی اصلی                                   | هیلدور گودنادوتیر                            | برنده        | [ ۵۵ ] [ ۵۶ ] |
| جایزه ستلایت                              | ۱۹ دسامبر ۲۰۱۹  | بهترین فیلم‌برداری                                    | لارنس شر                                     | نامزدشده     | [ ۵۵ ] [ ۵۶ ] |
| جایزه ستلایت                              | ۱۹ دسامبر ۲۰۱۹  | بهترین جلوه‌های ویژه                                  | ادوین ریورا، متیو گیامپا، برایان گادوین      | نامزدشده     | [ ۵۵ ] [ ۵۶ ] |
| جایزه ستلایت                              | ۱۹ دسامبر ۲۰۱۹  | بهترین تدوین                                         | جف گروث                                      | نامزدشده     | [ ۵۵ ] [ ۵۶ ] |
| جایزه ستلایت                              | ۱۹ دسامبر ۲۰۱۹  | بهترین صدا                                           | الن رابرت موری، تام اوزانیچ، دیان زوپانچیک   | نامزدشده     | [ ۵۵ ] [ ۵۶ ] |
| جایزه ستلایت                              | ۱۹ دسامبر ۲۰۱۹  | بهترین کارگردانی هنری و طراحی تولید                  | مارک فریدبرگ، لارا بالینگر                   | نامزدشده     | [ ۵۵ ] [ ۵۶ ] |
| جایزه ستلایت                              | ۱۹ دسامبر ۲۰۱۹  | بهترین طراحی لباس                                    | مارک بریجز                                   | نامزدشده     | [ ۵۵ ] [ ۵۶ ] |
| جایزه انجمن بازیگران فیلم                 | ۱۹ ژانویه ۲۰۲۰  | عملکرد برجسته یک بازیگر مرد در نقش اصلی              | واکین فینیکس                                 | برنده        | [ ۵۷ ] [ ۵۸ ] |
| جایزه انجمن بازیگران فیلم                 | ۱۹ ژانویه ۲۰۲۰  | عملکرد برجسته یک گروه بدل‌کاری در یک فیلم             | جوکر                                         | نامزدشده     | [ ۵۷ ] [ ۵۸ ] |
| انجمن منتقدان فیلم سیاتل                  | ۱۶ دسامبر ۲۰۱۹  | بهترین بازیگر مرد                                    | واکین فینیکس                                 | نامزدشده     | [ ۵۹ ]        |
| انجمن منتقدان فیلم سیاتل                  | ۱۶ دسامبر ۲۰۱۹  | بهترین موسیقی اصلی                                   | هیلدور گودنادوتیر                            | نامزدشده     | [ ۵۹ ]        |
| انجمن منتقدان فیلم سیاتل                  | ۱۶ دسامبر ۲۰۱۹  | بهترین تبهکار سال                                    | واکین فینیکس                                 | نامزدشده     | [ ۵۹ ]        |
| انجمن اپراتورهای دوربین                   | ۱۸ ژانویه ۲۰۲۰  | اپراتور دوربین سال – فیلم                            | جف هالی                                      | برنده        | [ ۶۰ ] [ ۶۱ ] |
| انجمن منتقدان فیلم سنت لوئیس              | ۱۵ دسامبر ۲۰۱۹  | بهترین بازیگر مرد                                    | واکین فینیکس                                 | رتبه دوم     | [ ۶۲ ]        |
| انجمن منتقدان فیلم سنت لوئیس              | ۱۵ دسامبر ۲۰۱۹  | بهترین فیلم‌نامه اقتباسی                              | تاد فیلیپس، اسکات سیلور                      | نامزدشده     | [ ۶۲ ]        |
| انجمن منتقدان فیلم سنت لوئیس              | ۱۵ دسامبر ۲۰۱۹  | بهترین فیلم‌برداری                                    | لارنس شر                                     | نامزدشده     | [ ۶۲ ]        |
| انجمن منتقدان فیلم سنت لوئیس              | ۱۵ دسامبر ۲۰۱۹  | بدترین فیلم                                          | جوکر                                         | رتبه دوم     | [ ۶۲ ]        |
| جشنواره بین‌المللی فیلم تورنتو             | ۱۰ سپتامبر ۲۰۱۹ | جایزه یادبود تی‌آی‌اف‌اف برای بازیگر مرد                | واکین فینیکس                                 | برنده        | [ ۶۳ ]        |
| حلقه منتقدان فیلم ونکوور                  | ۱۶ دسامبر ۲۰۱۹  | بهترین بازیگر مرد                                    | واکین فینیکس                                 | نامزدشده     | [ ۶۴ ] [ ۶۵ ] |
| جشنواره فیلم ونیز                         | ۷ سپتامبر ۲۰۱۹  | سیر طلایی                                            | جوکر                                         | برنده        | [ ۶۶ ] [ ۶۷ ] |
| جشنواره فیلم ونیز                         | ۷ سپتامبر ۲۰۱۹  | گرافتا دئورو                                         | جوکر                                         | برنده        | [ ۶۶ ] [ ۶۷ ] |
| جشنواره فیلم ونیز                         | ۷ سپتامبر ۲۰۱۹  | جایزه ستارگان موسیقی متن پرمیو                       | هیلدور گودنادوتیر                            | برنده        | [ ۶۶ ] [ ۶۷ ] |
| انجمن منتقدان فیلم منطقه واشینگتن، دی.سی. | ۸ دسامبر ۲۰۱۹   | بهترین بازیگر مرد                                    | واکین فینیکس                                 | نامزدشده     | [ ۶۸ ] [ ۶۹ ] |
| انجمن منتقدان فیلم منطقه واشینگتن، دی.سی. | ۸ دسامبر ۲۰۱۹   | بهترین فیلم‌نامه اقتباسی                              | تاد فیلیپس، اسکات سیلور                      | نامزدشده     | [ ۶۸ ] [ ۶۹ ] |
| انجمن منتقدان فیلم منطقه واشینگتن، دی.سی. | ۸ دسامبر ۲۰۱۹   | بهترین موسیقی                                        | هیلدور گودنادوتیر                            | نامزدشده     | [ ۶۸ ] [ ۶۹ ] |
| حلقه زنان منتقد فیلم                      | ۹ دسامبر ۲۰۱۹   | بهترین بازیگر مرد                                    | واکین فینیکس                                 | رتبه دوم     | [ ۷۰ ]        |
| حلقه زنان منتقد فیلم                      | ۹ دسامبر ۲۰۱۹   | بدترین مادر روی صحنه سال                             | فرانسیس کانروی                               | برنده        | [ ۷۰ ]        |